# Шехејлис (Вашингтон)
Шехејлис (енгл. Chehalis) град је у америчкој савезној држави Вашингтон. По попису становништва из 2010. у њему је живело 7.259 становника.

## Демографија
Према попису становништва из 2010. у граду је живело 7.259 становника, што је 202 (2,9%) становника више него 2000. године.
| Група             | 2000.         | 2010.         |
| Белци             | 6.086 (86,2%) | 5.939 (81,8%) |
| Афроамериканци    | 95 (1,3%)     | 123 (1,7%)    |
| Азијати           | 85 (1,2%)     | 97 (1,3%)     |
| Хиспаноамериканци | 558 (7,9%)    | 844 (11,6%)   |
| Укупно            | 7.057         | 7.259         |